# Hans Pietsch
 (février 2025).
Si vous disposez d'ouvrages ou d'articles de référence ou si vous connaissez des sites web de qualité traitant du thème abordé ici, merci de compléter l'article en donnant les références utiles à sa vérifiabilité et en les liant à la section « Notes et références ».
Hans Reinhard Pietsch (transcrit ハンス・ピーチ en japonais), 27 septembre 1968 – 16 janvier 2003, était un joueur de go professionnel. Il est l'un des rares joueurs européens et le seul joueur allemand à avoir réussi à devenir professionnel.

## Biographie
Hans Pietsch est né en 1968, à Brême, en Allemagne. Il commence à jouer au go à l'âge de douze ans, puis il devient en 1990 le premier insei allemand à la Nihon Ki-in. Il est alors élève de Kobayashi Chizu. En 1997, à l'âge de 29 ans, il réussit à devenir professionnel. Il est promu 4e dan en 2000.
Le 16 janvier 2003, au cours d'une tournée au Guatemala pour promouvoir le jeu de go, il est atteint par une balle de pistolet lors d'un vol à main armée, et meurt peu de temps après à l'hôpital. La Nihon Ki-in lui a remis le grade de 6e dan à titre posthume.